# Strobl Alajos
Liptóújvári Strobl Alajos, teljes nevén Strobl Alajos János Vilmos (Liptóújvár, 1856. június 21. – Budapest, 1926. december 13.) magyar szobrász, a századforduló magyar szobrászatának vezető egyénisége.

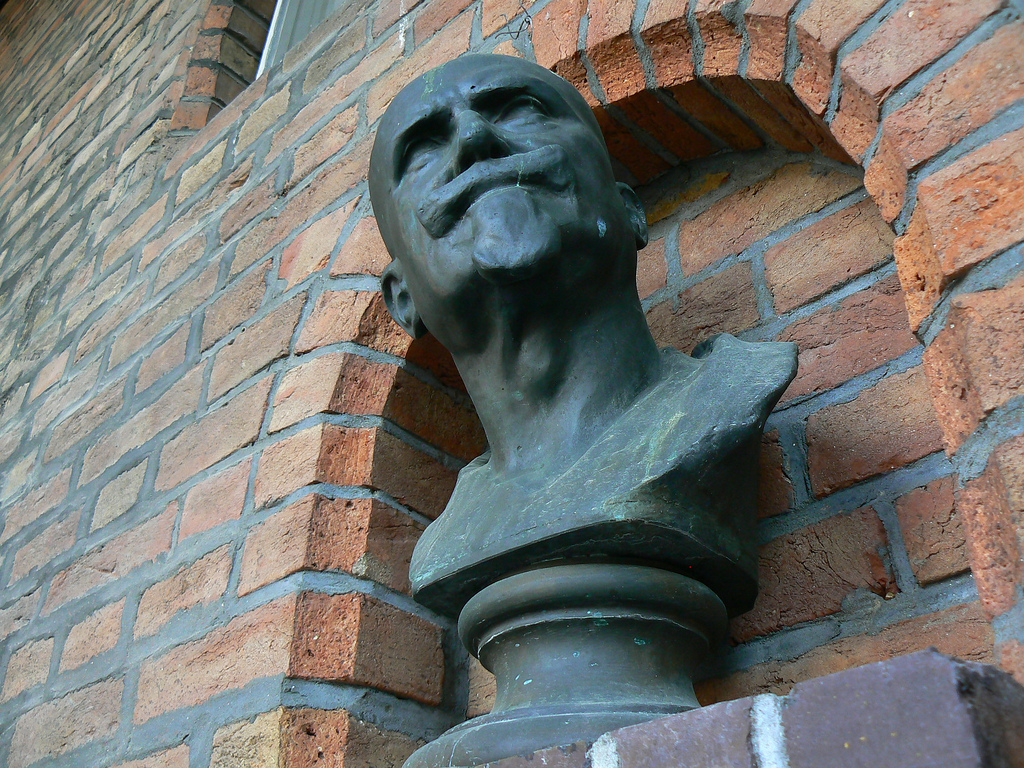
Strobl Alajos portréja, Nemzeti Emlékcsarnok, Szeged

## Életpályája
Édesapja Strobl József (1812–1886), Habsburg–Tescheni Albert főherceg, majd a gróf németújvári Batthyány család uradalmi ispánja, édesanyja Wyrostek Karolina. Bécsben Caspar von Zumbuschnál tanult 1876 és 1880 között, de már 1877-től kiállító művész volt. Fiatalon feltűnt Önarcképmás és Perseus (1882) című szobraival. 1880-ban már épült a budapesti Operaház, s az építkezésnél épületszobrok elkészítésére nyert pályázatot, elkészítette a két homlokzati párkányszobrot (Cherubini, Spontini), ezután 1881-ben megbízást kapott Erkel Ferenc és Liszt Ferenc ülő alakjának megformázására az épület főbejárata két oldalához. Ettől az időtől kezdve 40 éven át ő volt Magyarország egyik legfoglalkoztatottabb emlékműszobrásza, állami, egyházi és magán megrendeléseket egyaránt kapott. Egyben a Magyar Királyi Képzőművészeti Főiskola tanáraként tevékenykedett szintén mintegy négy évtizeden át. Műterme Budapest VI. kerületében, az Epreskertben volt.
1913. november 9-én Ferenc József nemességet és a liptóújvári nemesi előnevet adományozta neki.
Királylehotai villája 1929-ben leégett, majd özvegye, Kratochwil Alojzia (1875–1964) 1942-ben eladta. A visszavonuló német hadsereg is felgyújtotta, 2007-ben pedig nagy vihar rongálta meg. Az 1963 óta műemlék épületet és szárnyait ma megvételre kínálják. Strobl Alajosnak két gyermeke lett: Strobl Mihály (1906–1996), gépészmérnök, valamint Strobl Zsuzsanna (1898–1994), Franciscy Lajos (1890–1952) erdőmérnök felesége.

## Munkássága

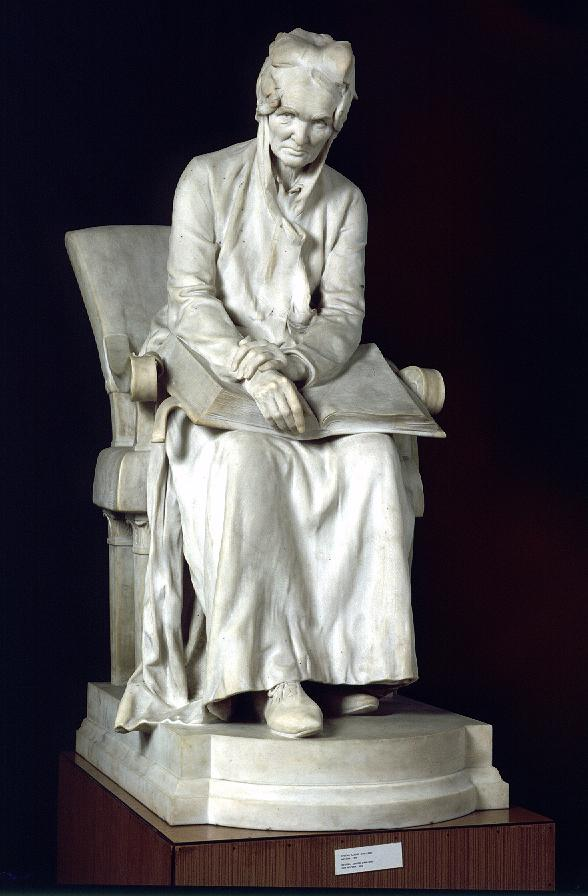
Anyánk

A görög–római művészet tanulmányozása erősen hatott a stílusára, de az aktuális nyugati stílusokat is kipróbálta (impresszionizmus, eklektika, szecesszió), s hamarosan kialakult egyéni stílusa, a témát kifejteni, megmutatni a legmegfelelőbb eszközökkel (anyag, stílus). 1900-ban a párizsi világkiállításon Anyánk című, életnagyságú, fehér márványból készült szobrát grand prix-díjjal jutalmazták. Köztéri, egyházi szobrai és síremlékei mellett nagyon értékesek portrészobrai, köztük:
- Arany János (1882 k.)
- Lotz Károly (1884)
- Schickedanz Albert (1884)
- Liszt Ferenc-maszk (1886 k.)
- Pulszkyné (1890)
- Jászai Mari (1893)
- Vajda János (1894)
- Szilágyi Dezső (1895)
- Felesége (1896 k.)
- Olasz katonatiszt (1919)

Szobrai napjainkban is köztereinket, emlékhelyeinket díszítik, számos műve a kistapolcsányi kastélyparkban és a Magyar Nemzeti Galériában, Szegeden a Dóm téri Nemzeti Emlékcsarnokban látható.

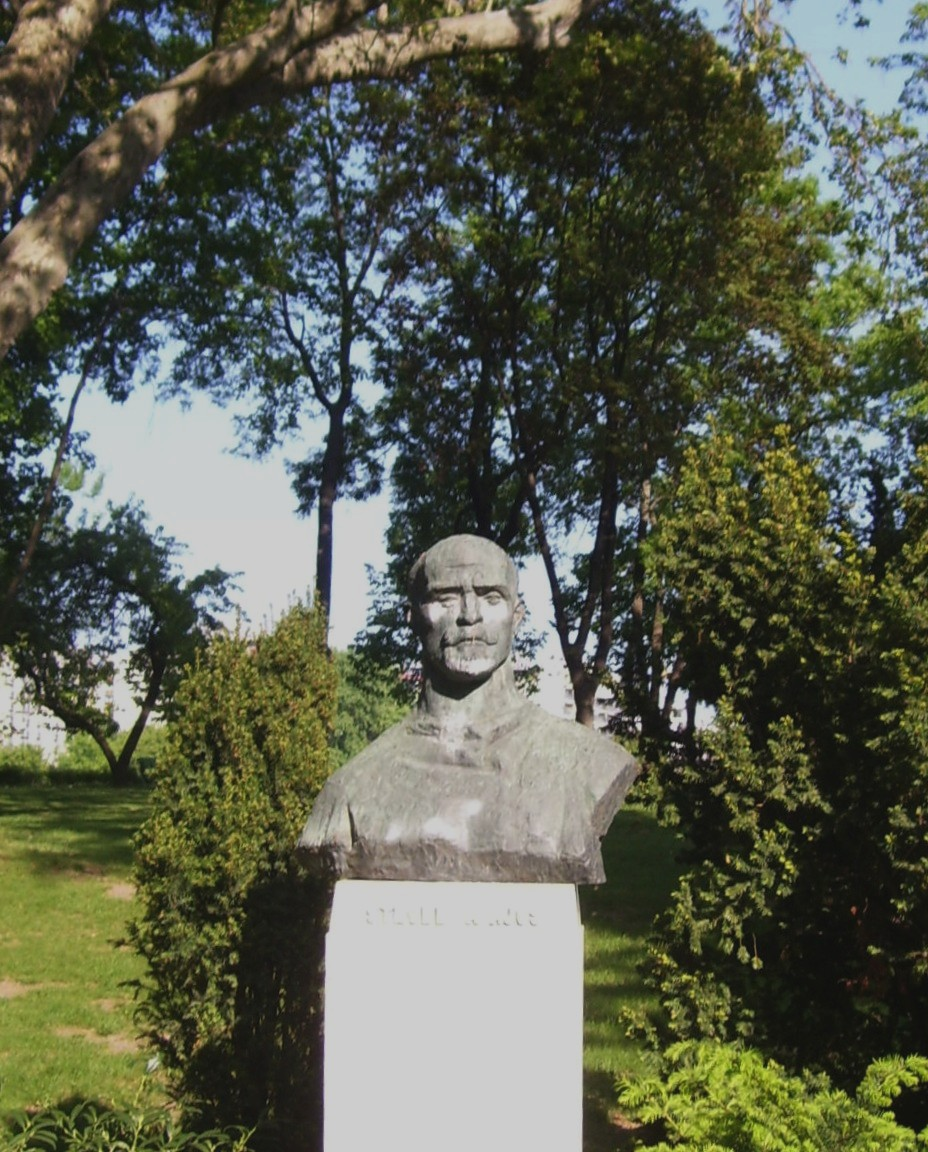
Strobl Alajos mellszobra a Margit-szigeten. Segesdi György alkotása (1958)

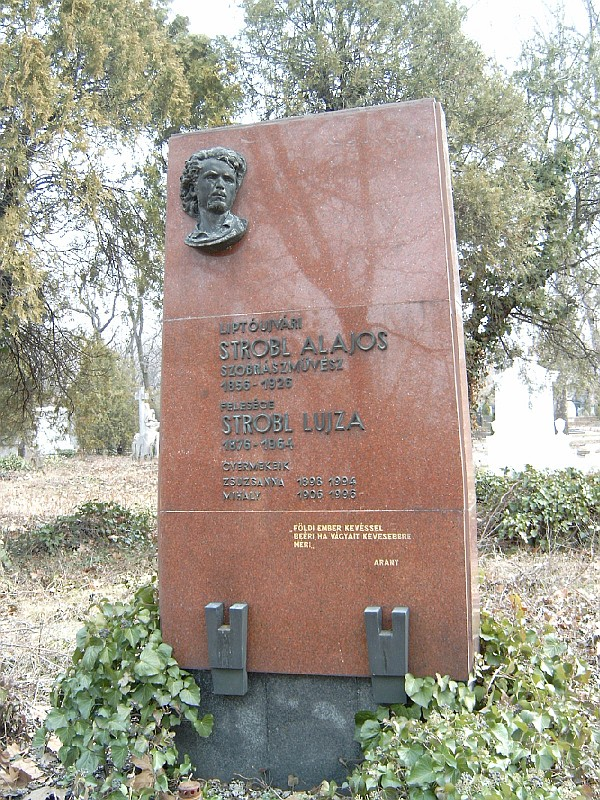
Strobl Alajos sírja Budapesten. Kerepesi temető: 26/1-1-35 (saját alkotása)

## Köztéri szobrai (válogatás)
- A budapesti operaház épületén két homlokzati szobor és a bejáratnál két ülőszobor (Erkel Ferenc, Liszt Ferenc, 1880–81)
- Arany János szobor (Budapest, a Magyar Nemzeti Múzeum kertjében), 1893)
- Az angliai London-Stanstedben áll Genius c. hadiemléke, amelyet eredetileg Lotz Károly apoteózisaként mintázott (1898)
- Széchenyi István (egész alakos, Nagycenk) (1904)
- Mátyás-kút, (Budai Várnegyed, 1904)
- Szent István lovasszobor (Budapest, Halászbástya (1906)
- 1906-ban helyezték el a Budapest belvárosi Erzsébet téren Semmelweis-emlékművét (a MÁVAUT pályaudvar építésekor a Szent Rókus Kórház elé helyezték)
- 1907 Pozsony – Rómer Flóris mellszobra
- Dobó István szobra Eger főterén
- Károlyi Sándor emlékműve (Budapest, Vajdahunyad vára) (1908)
- Kossuth-mauzóleum szobordísze (Gerster Kálmánnal, Kerepesi temető, 1909)
- Arany János (Nagykőrös) (1910)
- Széchenyi-emlékmű, egész alakos (Szeged, 1914)
- Jókai Mór szobra (köztéri, 1921)
- Olvasó lányok (1921)
- Liszt Ferenc portrészobra Szegeden, a Nemzeti Emlékcsarnokban, a Dóm tér nyugati árkádjai alatt
- Eötvös József (író) mellszobra
- Szent István szobra (Budapest, Szent István-bazilika) 1908–12)
- Fiatal nő (impresszionisztikus, 1916–18)
- Szinyei Merse Pál (1918–19)
- Szilágyi Dezső síremléke (1908)

## Emlékezete
- Mellszobra (Segesdi György alkotása) Budapesten a Margit-sziget Művészsétányán
- Emléktábla a kistapolcsányi kastélyparkban
- Nevét viseli az 589841 Strobl kisbolygó.[13]
- Róla kapta a nevét - bár hosszú ó-val írva -  Budapest VIII. kerületében a Stróbl Alajos utca.

### Művei a Nemzeti Galériában (válogatás)

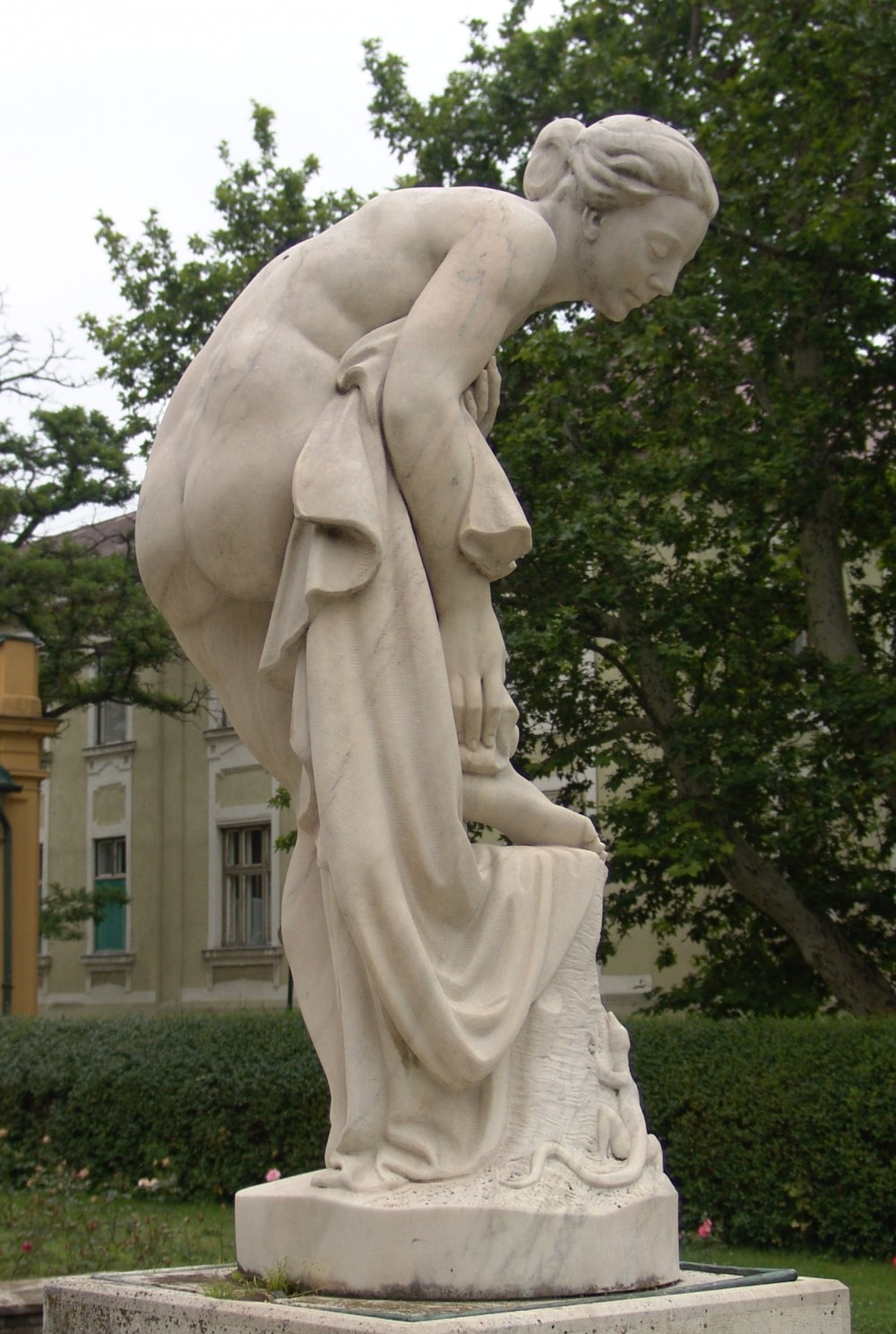
A fürdőző nő
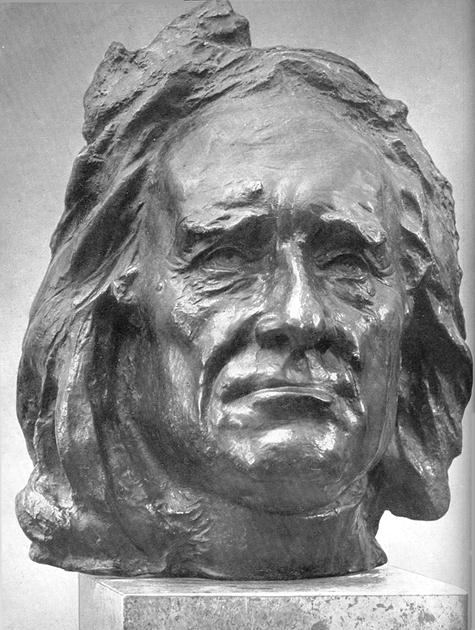
Liszt Ferenc maszkja, 1886
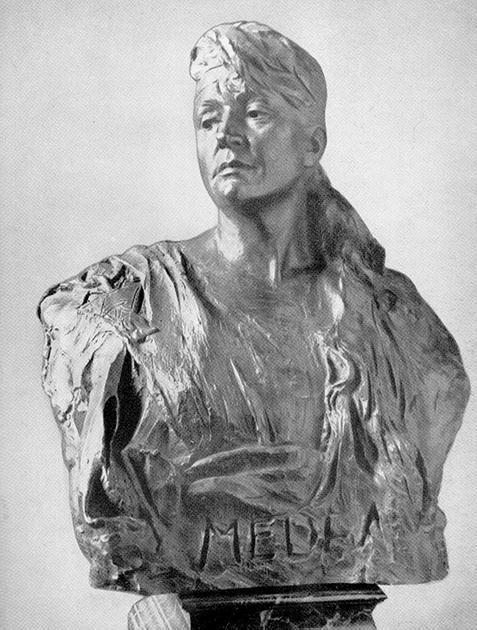
Jászai Mari mint Médea, 1893
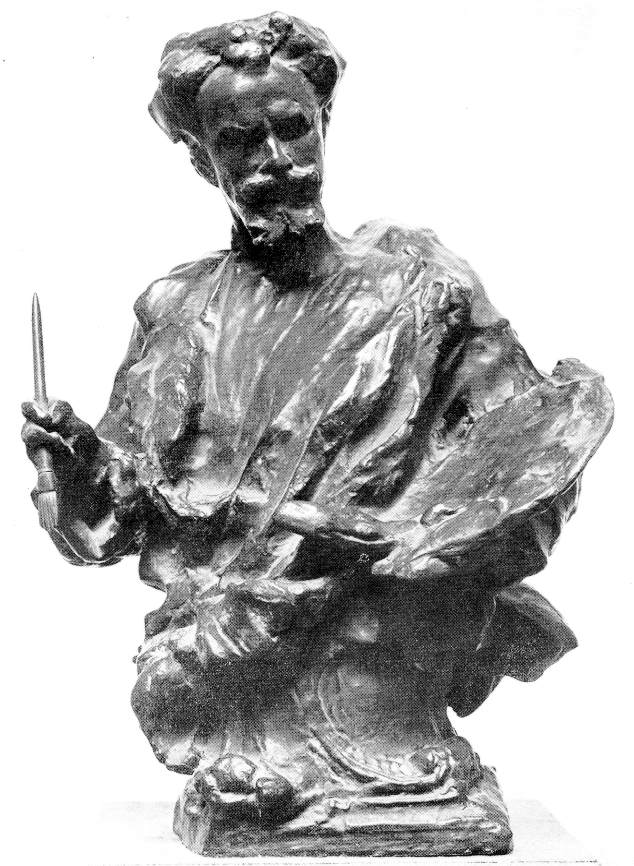
Munkácsy Mihály portrészobra, 1905–18

### Vallási témájú alkotások[14](válogatás)

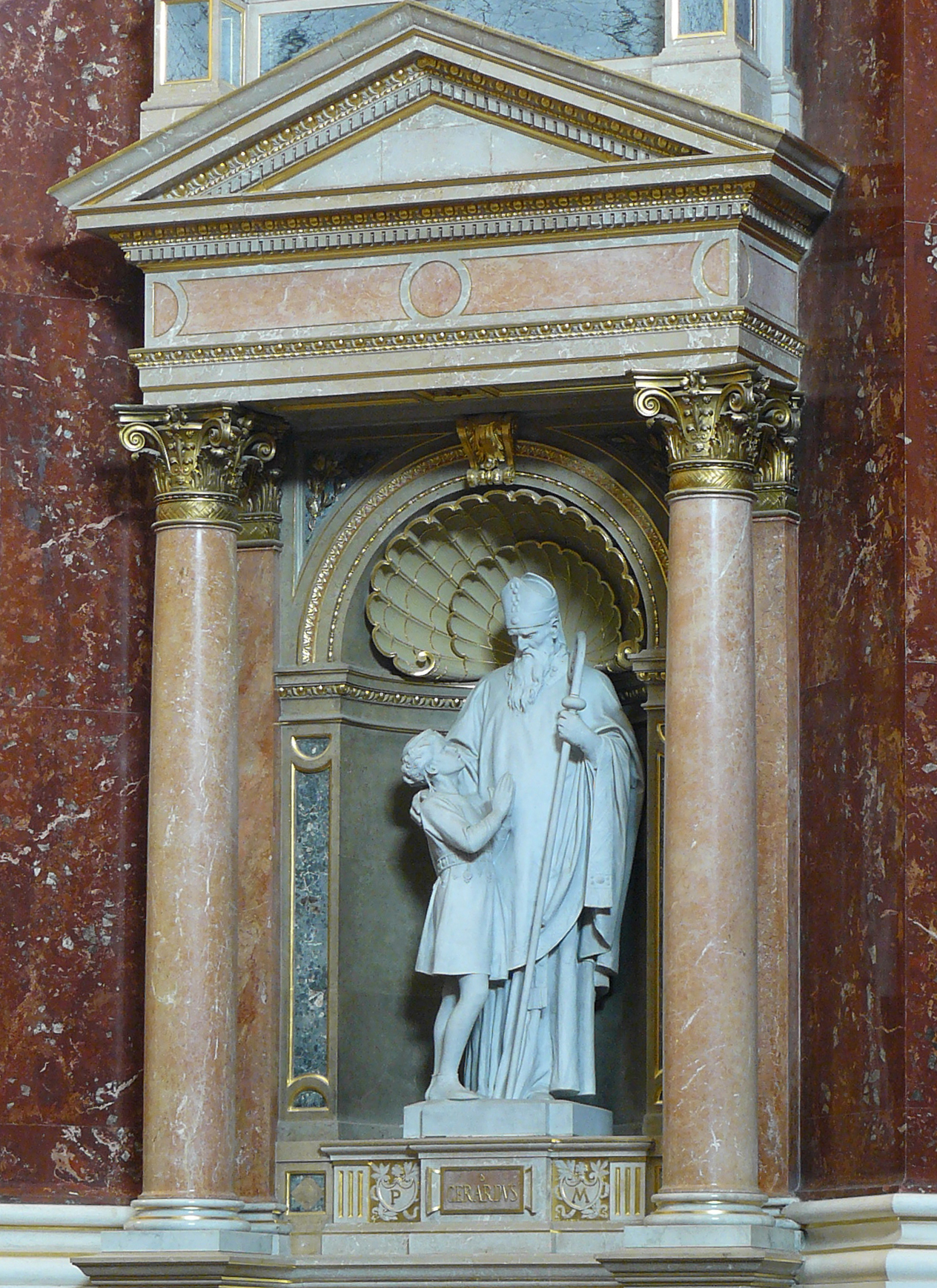
Szent Gellért
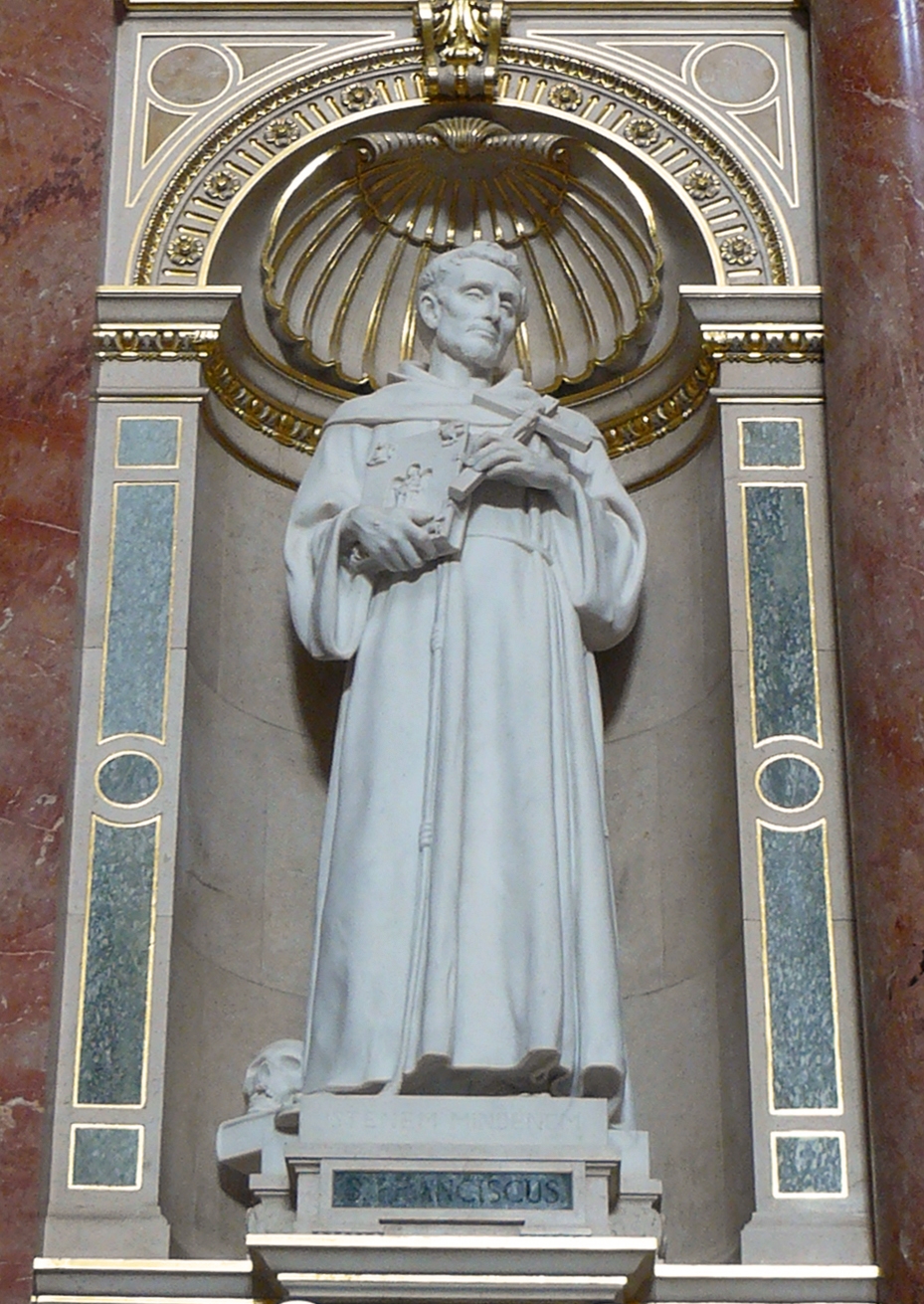
Assisi Szent Ferenc
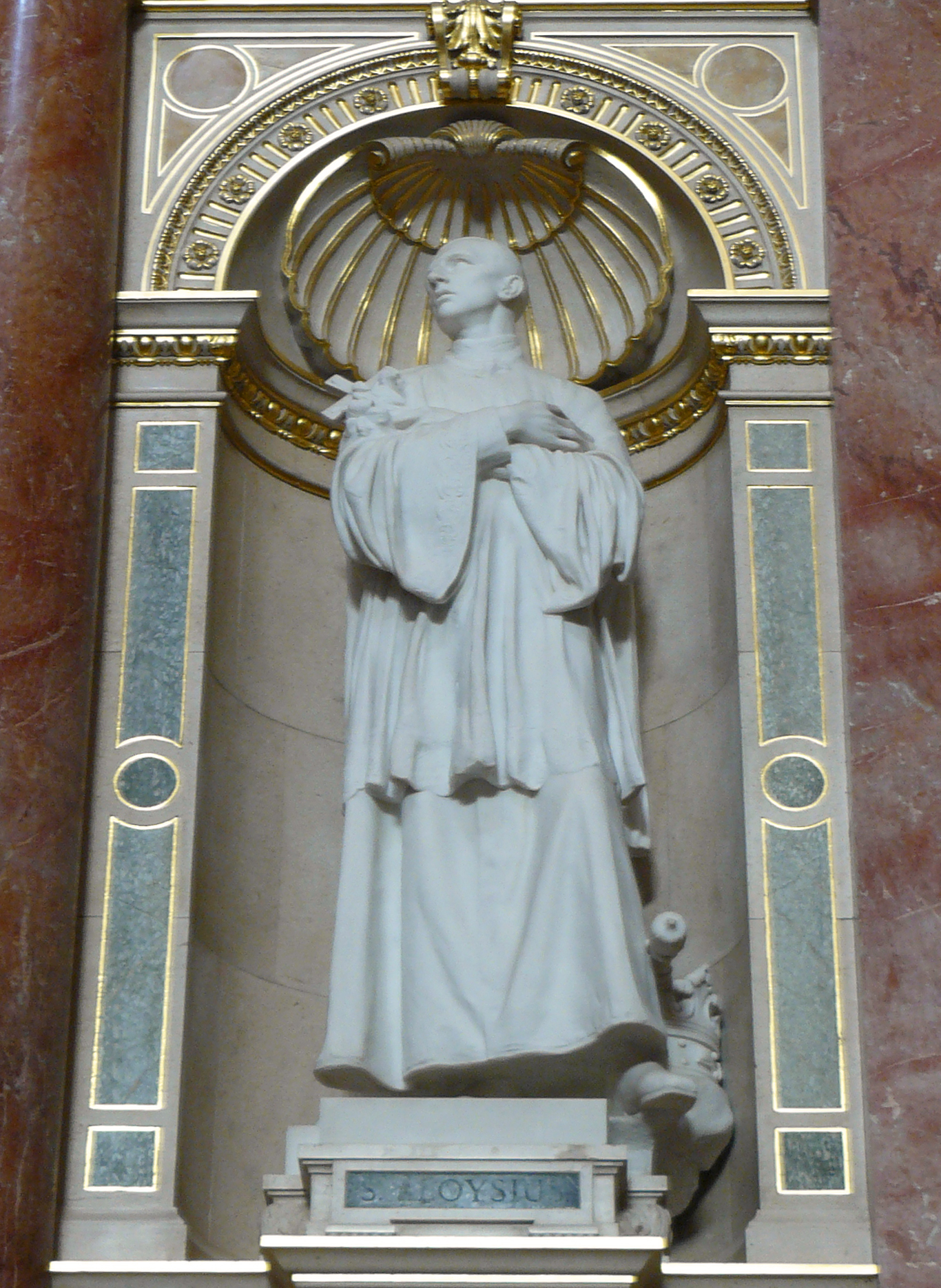
Szent Alajos
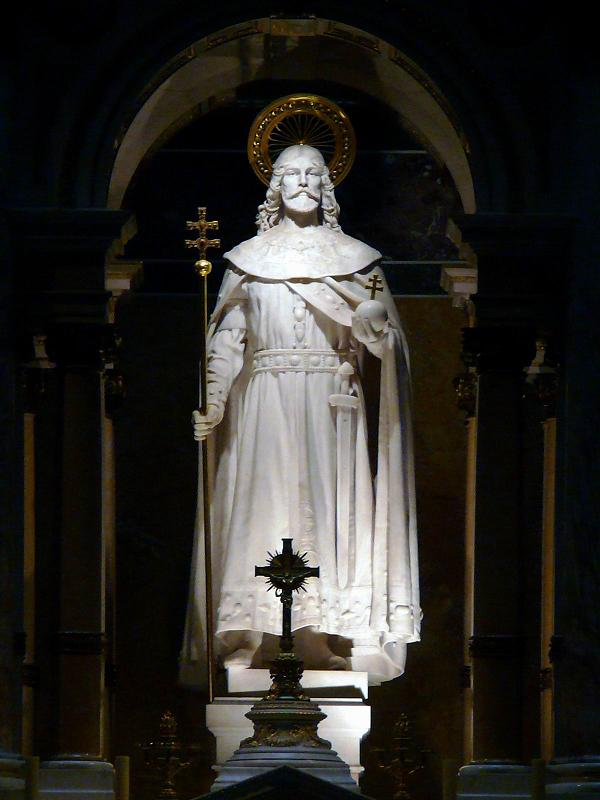
Szent István

### Köztéri művei (válogatás)

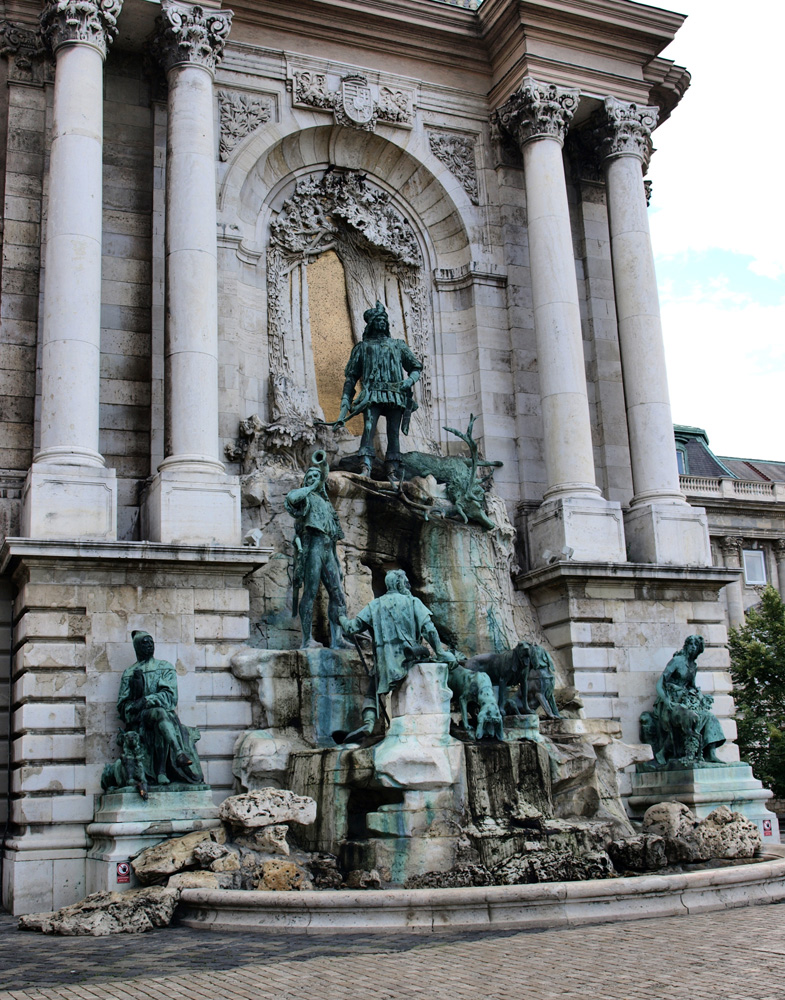
A Mátyás király kút a Budai Várpalotában
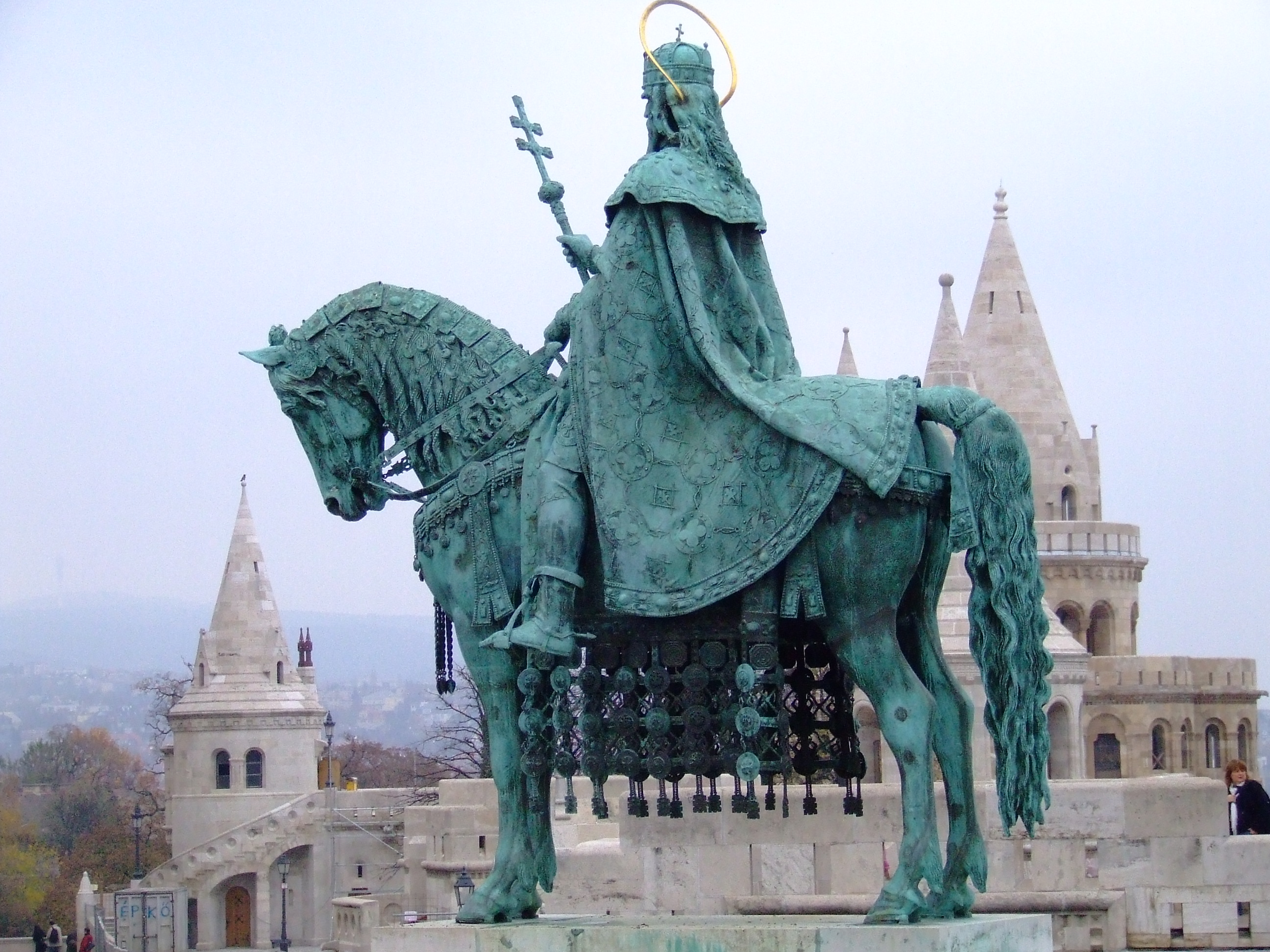
Szent István király lovasszobra a Budai Várnegyedben, a Halászbástyán
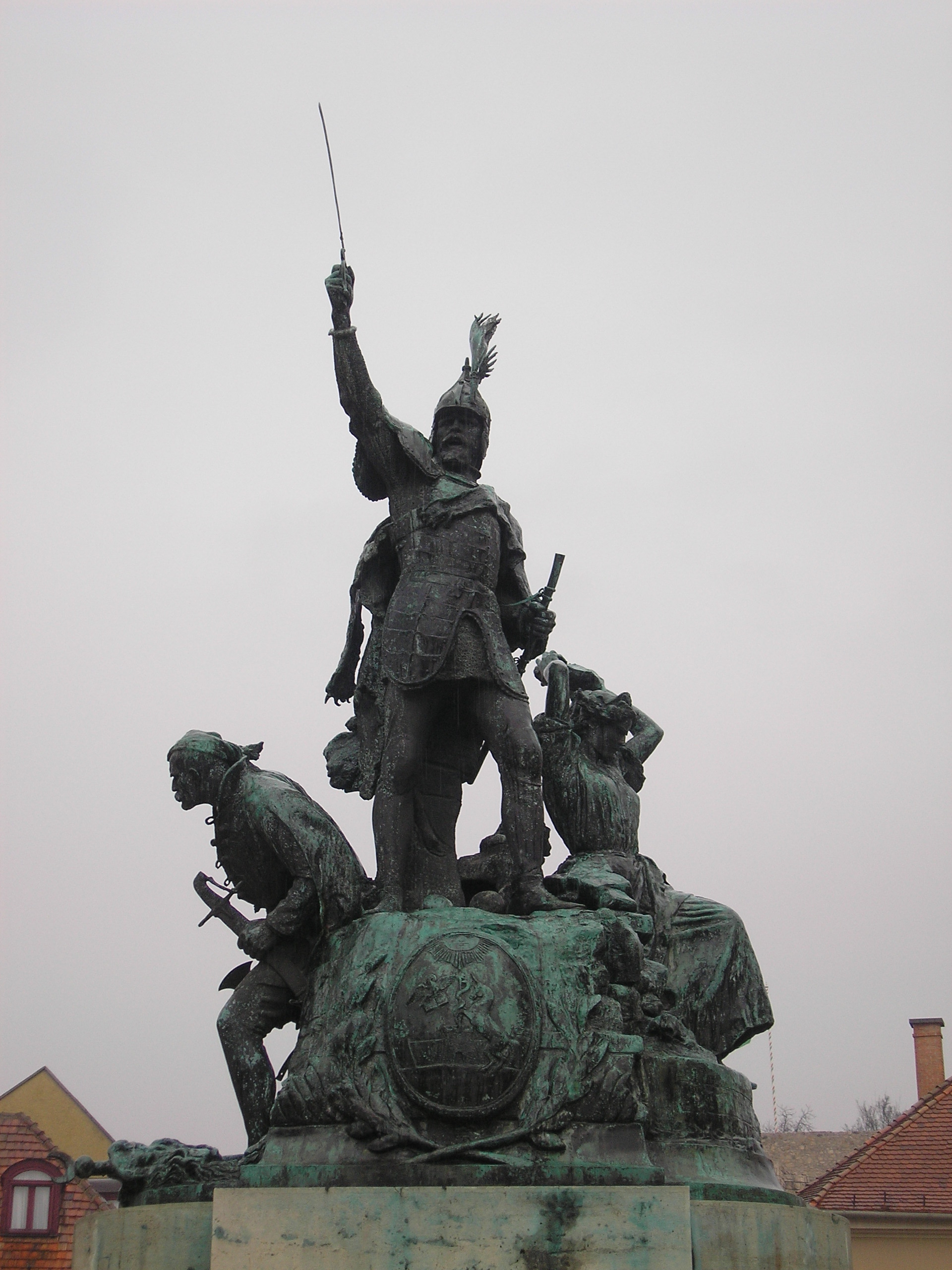
Dobó István egri hős szobra Egerben, a főtéren
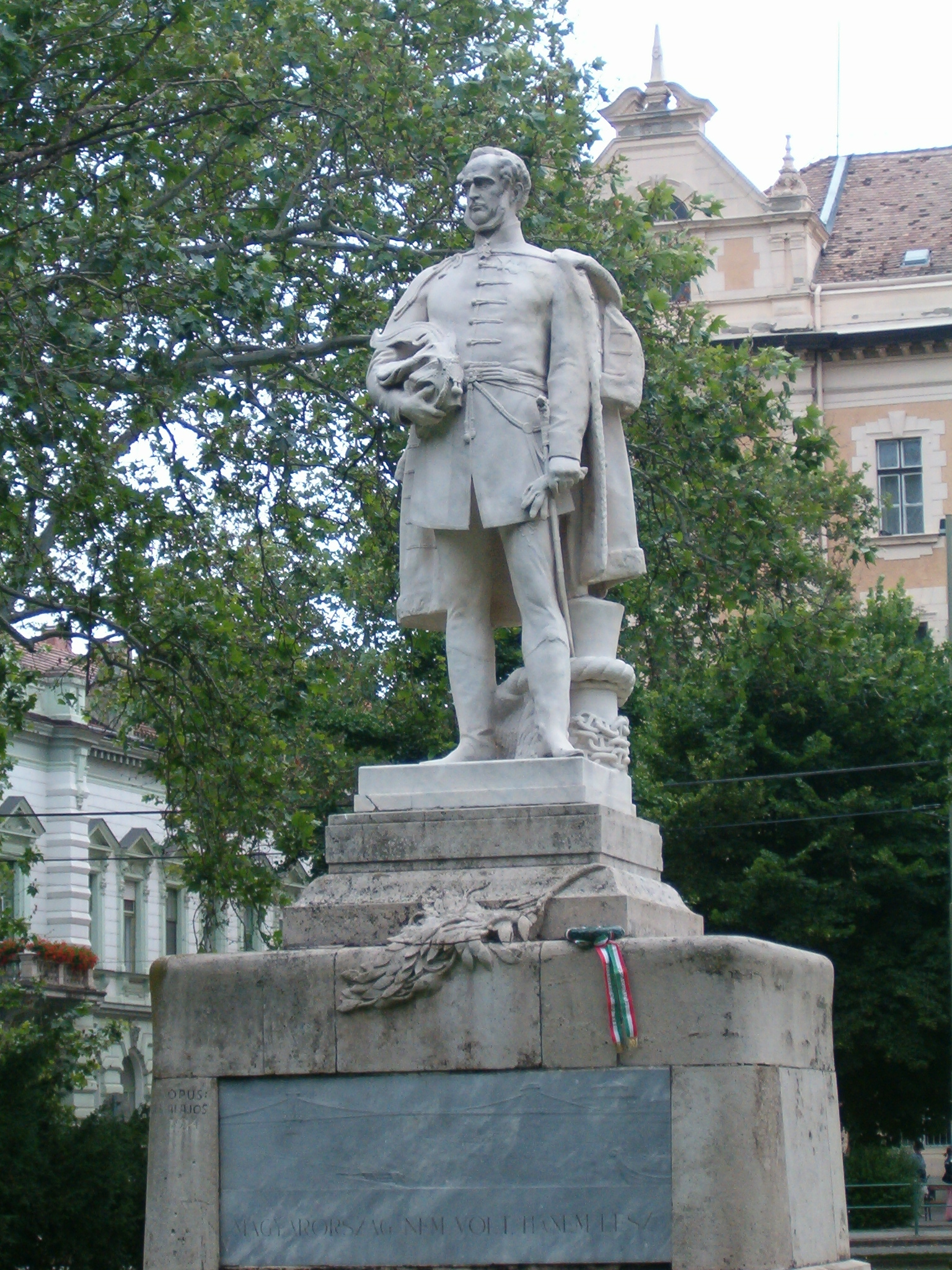
Széchenyi István szobra Szegeden, a Széchenyi téren
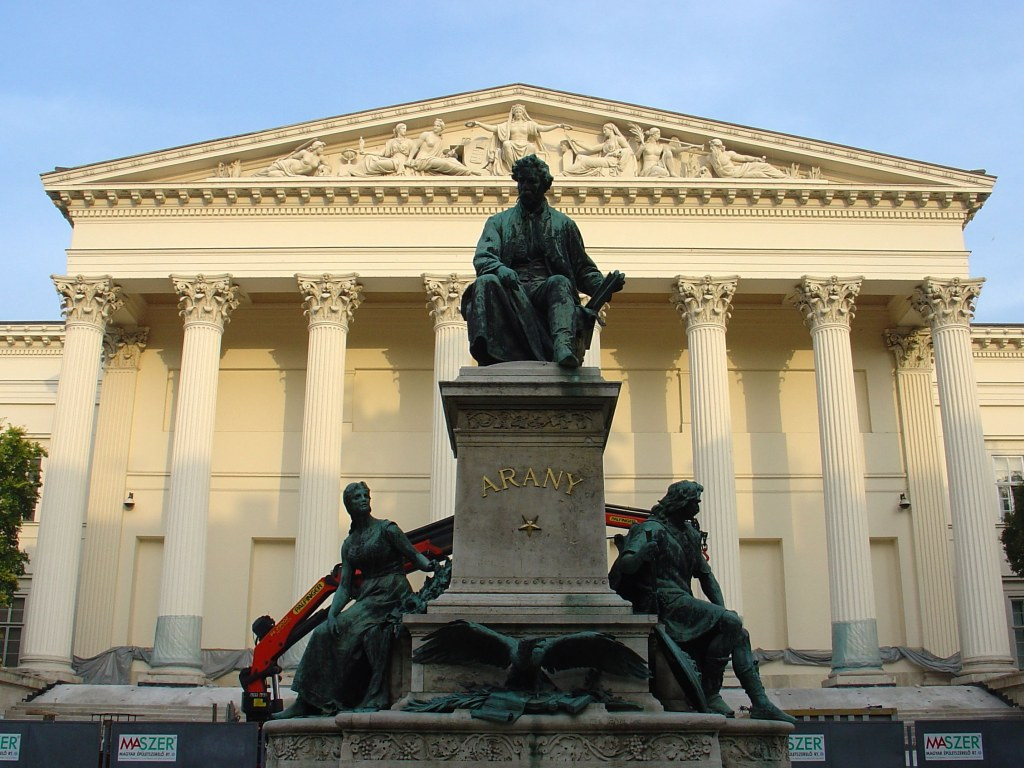
Arany János emlékműve Budapesten
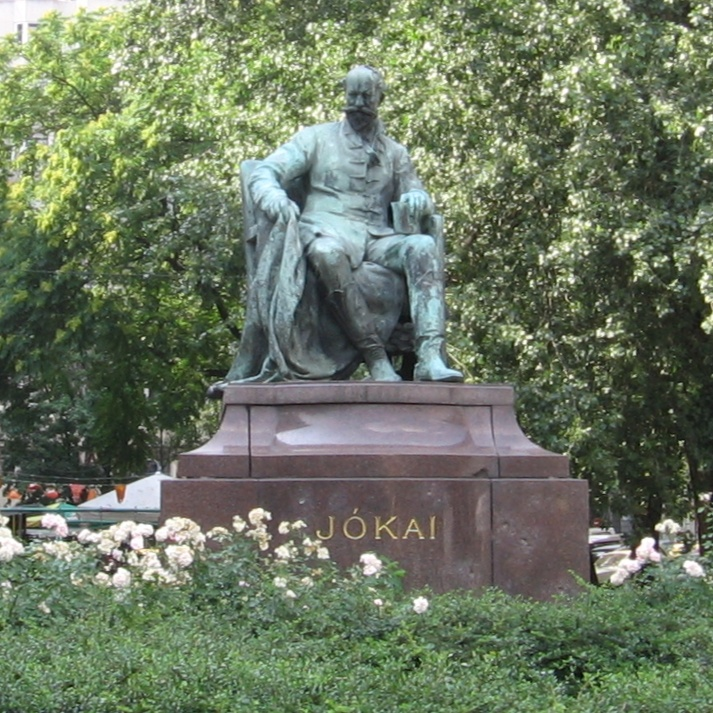
Jókai Mór szobra Budapesten
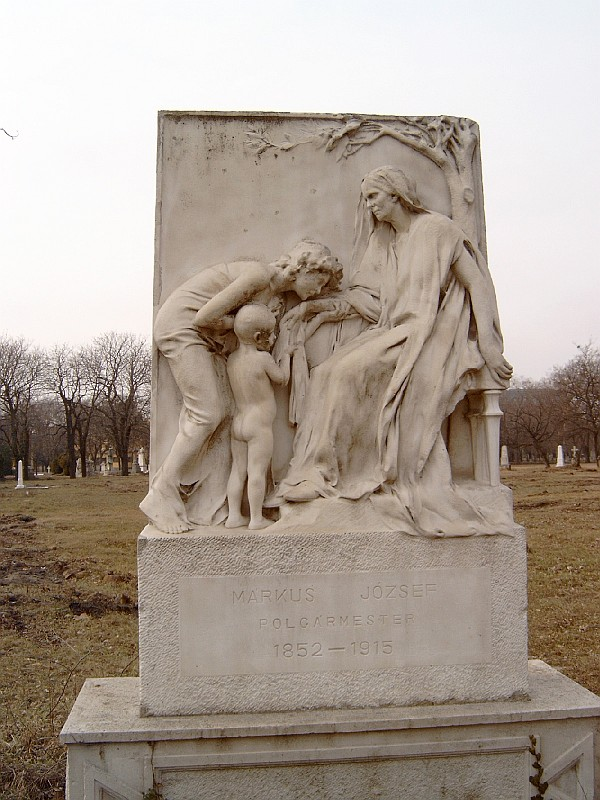
Márkus József főpolgármester sírja Budapesten, Kerepesi temető: 9-1-36
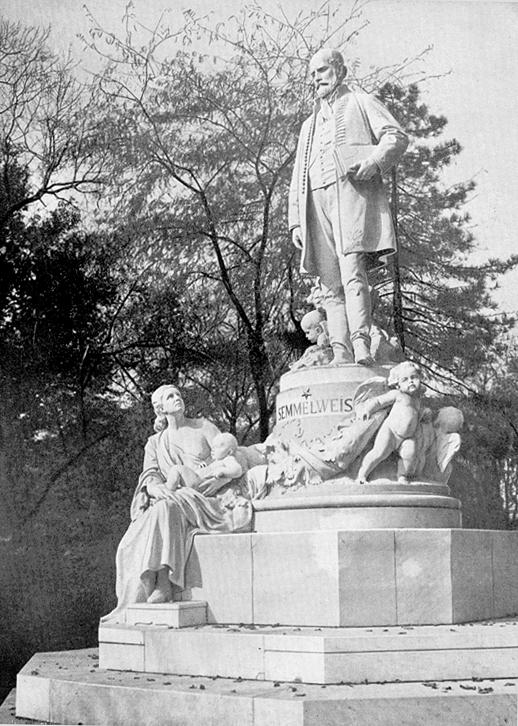
Semmelweis Ignác emlékműve Budapesten
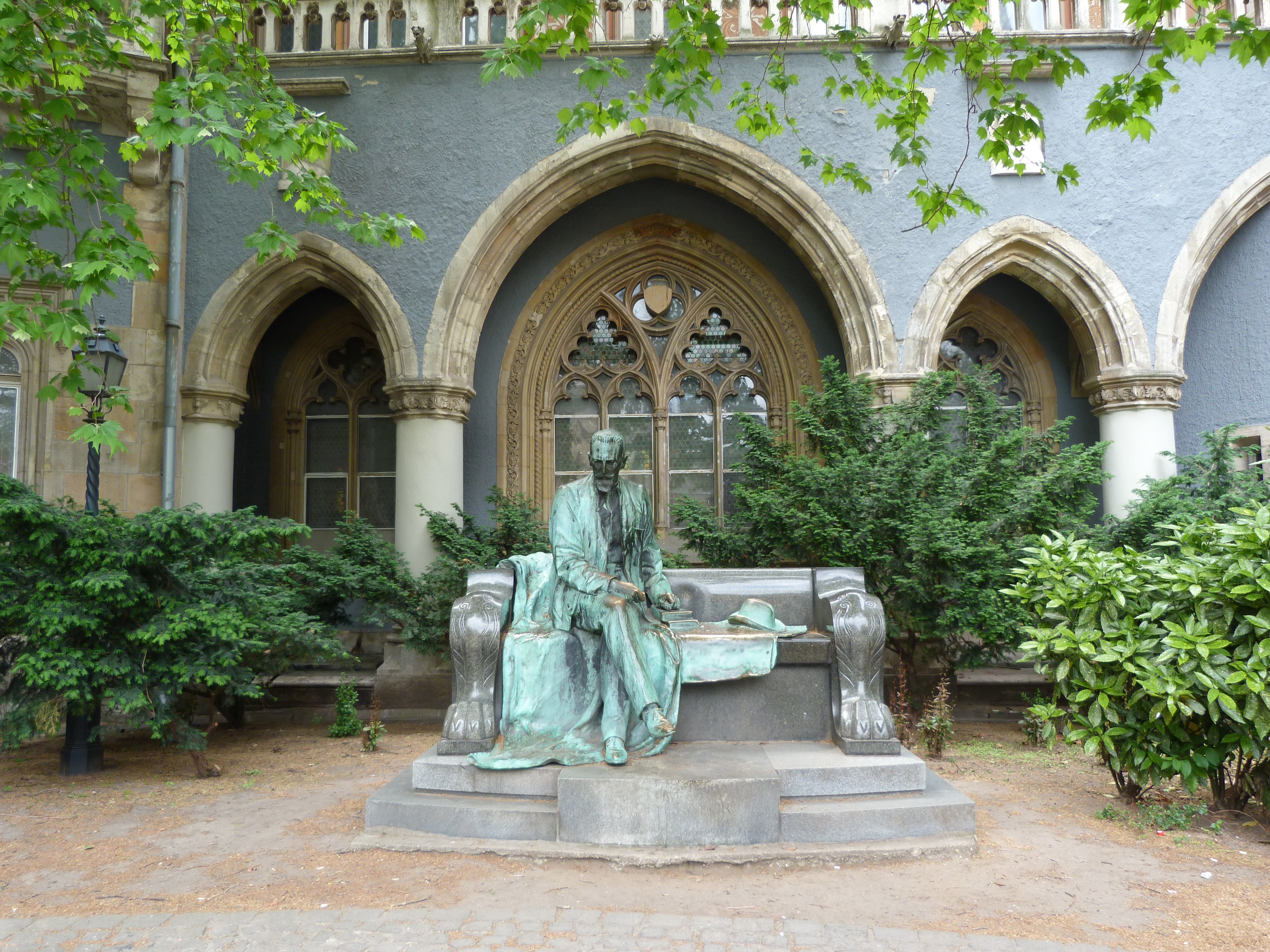
Károlyi Sándor emlékműve, Budapest, Vajdahunyad vára